# World Endurance Championship 2021
FIA World Endurance Championship 2021 – dziewiąty sezon World Endurance Championship organizowany przez Fédération Internationale de l’Automobile (FIA) i Automobile Club de l’Ouest (ACO). W sezonie brały udział prototypy i grand tourery podzielone na cztery kategorie: Hypercar, LMP2, GTE Pro oraz GTE Am. Sezon rozpoczął się wyścigiem na torze Spa-Francorchamps a zakończył się na torze w Bahrajnie.
Ten sezon był debiutem dla nowej, najwyższej klasy wyścigowej - Hypercar, która zastąpiła Le Mans Prototype 1 (LMP1). W ramach tej kategorii rywalizowały samochody zbudowane w ramach przepisów technicznych Le Mans Hypercar (LMH) oraz warunkowo dopuszczone prototypy LMP1.
Z powodu pandemii COVID-19 ten sezon był powrotem do rocznego kalendarza.
Mistrzostwo świata zespołów Hypercar zdobyła Toyota Gazoo Racing. Mistrzostwo świata producentów GT wywalczyło Ferrari.
Zdobywcami trofeów endurance dla zespołów zostali: Team WRT (LMP2), AF Corse (LMGTE Am), Racing Team Nederland (LMP2 Pro-Am).
Mistrzostwa świata kierowców zdobyli: Mike Conway, Kamui Kobayashi i José María López (Hypercar) oraz James Calado i Alessandro Pier Guidi (GT).
Pośród kierowców trofea endurance wywalczyli: Robin Frijns, Ferdinand Habsburg i Charles Milesi (LMP2), Nicklas Nielsen, François Perrodo oraz Alessio Rovera (LMGTE Am) i Frits van Eerd (LMP2 Pro-Am).

## Kalendarz
Pierwsza wersja kalendarza została przedstawiona w grudniu 2019 roku. Z powodu pandemii COVID-19 powrócono do kalendarza w formacie rocznym. Kolejna wersja kalendarza została przedstawiona podczas wyścigu 24h Le Mans 2020. Kalendarz został skrócony do 6 rund z powodów finansowych. Wyścig 1000 Miles of Sebring został odwołany w styczniu z powodu pandemii, zamiast niego do kalendarza trafił wyścig w Portimão. Wyścig w Portimão został przesunięty na 13 czerwca, co spowodowało, że na Spa-Francorchamps odbył się prolog oraz runda otwierająca sezon.
Wyścig 24h Le Mans został przesunięty na 21–22 sierpnia, aby zwiększyć szansę na przeprowadzenie wyścigu z publicznością.
| Runda                               | Wyścig                       | Tor                                | Lokalizacja                | Data            |
| ----------------------------------- | ---------------------------- | ---------------------------------- | -------------------------- | --------------- |
| 1                                   | 6 Hours of Spa-Francorchamps | Circuit de Spa-Francorchamps       | Stavelot, Belgia           | 1 maja          |
| 2                                   | 8 Hours of Portimão          | Autódromo Internacional do Algarve | Portimão, Portugalia       | 13 czerwca      |
| 3                                   | 6 Hours of Monza             | Autodromo Nazionale di Monza       | Monza, Włochy              | 18 lipca        |
| 4                                   | 24 Hours of Le Mans          | Circuit de la Sarthe               | Le Mans, Francja           | 21–22 sierpnia  |
| 5                                   | 6 Hours of Bahrain           | Bahrain International Circuit      | Sakhir, Bahrajn            | 30 października |
| 6                                   | 8 Hours of Bahrain           | Bahrain International Circuit      | Sakhir, Bahrajn            | 6 listopada     |
| Odwołane z powodu pandemii COVID-19 |                              |                                    |                            |                 |
| Planowany wyścig                    | Planowany wyścig             | Tor                                | Lokalizacja                | Planowana data  |
| 1000 Miles of Sebring               | 1000 Miles of Sebring        | Sebring International Raceway      | Sebring, Stany Zjednoczone | 19 marca        |
| 6 Hours of Fuji                     | 6 Hours of Fuji              | Fuji Speedway                      | Oyama, Japonia             | 26 września     |

## Lista startowa
| Oznaczenia                                                       | Oznaczenia |
| ---------------------------------------------------------------- | ---------- |
| Zgłoszenie na cały sezon - Zdobywa punkty do klasyfikacji sezonu |            |
| Zgłoszenie gościnne - Nie zdobywa punktów do klasyfikacji sezonu |            |

### Hypercar
Wszystkie zespoły korzystały z opon Michelin.
| Zespół              | Samochód            | Silnik                     | Hybryda | Nr  | Kierowcy           | Rundy     |
| ------------------- | ------------------- | -------------------------- | ------- | --- | ------------------ | --------- |
| Toyota Gazoo Racing | Toyota GR010 Hybrid | Toyota 3.5 L Turbo V6      | Tak     | 7   | Mike Conway        | Wszystkie |
| Toyota Gazoo Racing | Toyota GR010 Hybrid | Toyota 3.5 L Turbo V6      | Tak     | 7   | Kamui Kobayashi    | Wszystkie |
| Toyota Gazoo Racing | Toyota GR010 Hybrid | Toyota 3.5 L Turbo V6      | Tak     | 7   | José María López   | Wszystkie |
| Toyota Gazoo Racing | Toyota GR010 Hybrid | Toyota 3.5 L Turbo V6      | Tak     | 8   | Sébastien Buemi    | Wszystkie |
| Toyota Gazoo Racing | Toyota GR010 Hybrid | Toyota 3.5 L Turbo V6      | Tak     | 8   | Brendon Hartley    | Wszystkie |
| Toyota Gazoo Racing | Toyota GR010 Hybrid | Toyota 3.5 L Turbo V6      | Tak     | 8   | Kazuki Nakajima    | Wszystkie |
| Alpine Elf Matmut   | Alpine A480         | Gibson GL458 4.5 L V8      | Nie     | 36  | Nicolas Lapierre   | Wszystkie |
| Alpine Elf Matmut   | Alpine A480         | Gibson GL458 4.5 L V8      | Nie     | 36  | André Negrão       | Wszystkie |
| Alpine Elf Matmut   | Alpine A480         | Gibson GL458 4.5 L V8      | Nie     | 36  | Matthieu Vaxivière | Wszystkie |
| Glickenhaus Racing  | Glickenhaus 007 LMH | Glickenhaus 3.5 L Turbo V8 | Nie     | 708 | Pipo Derani        | 3–4       |
| Glickenhaus Racing  | Glickenhaus 007 LMH | Glickenhaus 3.5 L Turbo V8 | Nie     | 708 | Olivier Pla        | 3–4       |
| Glickenhaus Racing  | Glickenhaus 007 LMH | Glickenhaus 3.5 L Turbo V8 | Nie     | 708 | Gustavo Menezes    | 3         |
| Glickenhaus Racing  | Glickenhaus 007 LMH | Glickenhaus 3.5 L Turbo V8 | Nie     | 708 | Franck Mailleux    | 4         |
| Glickenhaus Racing  | Glickenhaus 007 LMH | Glickenhaus 3.5 L Turbo V8 | Nie     | 709 | Richard Westbrook  | 2–4       |
| Glickenhaus Racing  | Glickenhaus 007 LMH | Glickenhaus 3.5 L Turbo V8 | Nie     | 709 | Romain Dumas       | 2–4       |
| Glickenhaus Racing  | Glickenhaus 007 LMH | Glickenhaus 3.5 L Turbo V8 | Nie     | 709 | Ryan Briscoe       | 2, 4      |
| Glickenhaus Racing  | Glickenhaus 007 LMH | Glickenhaus 3.5 L Turbo V8 | Nie     | 709 | Franck Mailleux    | 3         |
| Listy startowe      |                     |                            |         |     |                    |           |

### LMP2
Wszystkie samochody korzystały z silnika Gibson GK428 V8 oraz opon Goodyear. Samochody LMP2 zostały osłabione przed sezonem, aby Hypercary były najszybszą z kategorii. Moc silnika została obniżona z 600 koni mechanicznych (450 kW) do 540 koni mechanicznych (400 kW). Minimalna waga została podwyższona o 20 kilogramów (do 950 kilogramów). Wszystkie samochody zostały zobligowane do korzystania z pakietu aerodynamicznego o małym docisku (pakietu Le Mans).
Klasyfikacja LMP2 Pro-Am składała się z zespołów, które w składzie miały kierowców z brązową kategorią FIA.
| Zespół                    | Samochód                | K  | Nr | Kierowcy               | Rundy     |
| ------------------------- | ----------------------- | -- | -- | ---------------------- | --------- |
| Richard Mille Racing Team | Oreca 07                | P2 | 1  | Sophia Flörsch         | Wszystkie |
| Richard Mille Racing Team | Oreca 07                | P2 | 1  | Tatiana Calderón       | 1–4, 6    |
| Richard Mille Racing Team | Oreca 07                | P2 | 1  | Beitske Visser         | 1–2, 4–6  |
| Richard Mille Racing Team | Oreca 07                | P2 | 1  | Gabriel Aubry          | 5         |
| IDEC Sport                | Oreca 07                | PA | 20 | Dwight Merriman        | 4         |
| IDEC Sport                | Oreca 07                | PA | 20 | Thomas Laurent         | 4         |
| IDEC Sport                | Oreca 07                | PA | 20 | Ryan Dalziel           | 4         |
| IDEC Sport                | Oreca 07                | P2 | 48 | Paul Lafargue          | 4         |
| IDEC Sport                | Oreca 07                | P2 | 48 | Paul-Loup Chatin       | 4         |
| IDEC Sport                | Oreca 07                | P2 | 48 | Patrick Pilet          | 4         |
| High Class Racing         | Oreca 07                | PA | 20 | Dennis Andersen        | Wszystkie |
| High Class Racing         | Oreca 07                | PA | 20 | Anders Fjordbach       | 1–3, 5–6  |
| High Class Racing         | Oreca 07                | PA | 20 | Jan Magnussen          | 1–3       |
| High Class Racing         | Oreca 07                | PA | 20 | Robert Kubica          | 5–6       |
| High Class Racing         | Oreca 07                | PA | 20 | Marco Sørensen         | 4         |
| High Class Racing         | Oreca 07                | PA | 20 | Ricky Taylor           | 4         |
| High Class Racing         | Oreca 07                | P2 | 49 | Anders Fjordbach       | 4         |
| High Class Racing         | Oreca 07                | P2 | 49 | Jan Magnussen          | 4         |
| High Class Racing         | Oreca 07                | P2 | 49 | Kevin Magnussen        | 4         |
| DragonSpeed USA           | Oreca 07                | PA | 21 | Ben Hanley             | Wszystkie |
| DragonSpeed USA           | Oreca 07                | PA | 21 | Henrik Hedman          | Wszystkie |
| DragonSpeed USA           | Oreca 07                | PA | 21 | Juan Pablo Montoya     | Wszystkie |
| United Autosports USA     | Oreca 07                | P2 | 22 | Philip Hanson          | Wszystkie |
| United Autosports USA     | Oreca 07                | P2 | 22 | Fabio Scherer          | 1, 3–6    |
| United Autosports USA     | Oreca 07                | P2 | 22 | Filipe Albuquerque     | 1, 3–6    |
| United Autosports USA     | Oreca 07                | P2 | 22 | Paul di Resta          | 2         |
| United Autosports USA     | Oreca 07                | P2 | 22 | Wayne Boyd             | 2         |
| United Autosports         | Oreca 07                | P2 | 23 | Paul di Resta          | 4         |
| United Autosports         | Oreca 07                | P2 | 23 | Alex Lynn              | 4         |
| United Autosports         | Oreca 07                | P2 | 23 | Wayne Boyd             | 4         |
| United Autosports         | Oreca 07                | P2 | 32 | Nicolas Jamin          | 4         |
| United Autosports         | Oreca 07                | P2 | 32 | Jonathan Aberdein      | 4         |
| United Autosports         | Oreca 07                | P2 | 32 | Manuel Maldonado       | 4         |
| PR1 Motorsports Mathiasen | Oreca 07                | PA | 24 | Patrick Kelly          | 1, 4      |
| PR1 Motorsports Mathiasen | Oreca 07                | PA | 24 | Gabriel Aubry          | 1, 4      |
| PR1 Motorsports Mathiasen | Oreca 07                | PA | 24 | Simon Trummer          | 1, 4      |
| G-Drive Racing            | Aurus 01                | PA | 25 | John Falb              | 1, 4      |
| G-Drive Racing            | Aurus 01                | PA | 25 | Rui Andrade            | 1, 4      |
| G-Drive Racing            | Aurus 01                | PA | 25 | Roberto Merhi          | 1, 4      |
| G-Drive Racing            | Aurus 01                | P2 | 26 | Roman Rusinow          | 1, 4      |
| G-Drive Racing            | Aurus 01                | P2 | 26 | Franco Colapinto       | 1, 4      |
| G-Drive Racing            | Aurus 01                | P2 | 26 | Nyck de Vries          | 1, 4      |
| Jota                      | Oreca 07                | P2 | 28 | Tom Blomqvist          | Wszystkie |
| Jota                      | Oreca 07                | P2 | 28 | Sean Gelael            | Wszystkie |
| Jota                      | Oreca 07                | P2 | 28 | Stoffel Vandoorne      | Wszystkie |
| Jota                      | Oreca 07                | P2 | 38 | Anthony Davidson       | Wszystkie |
| Jota                      | Oreca 07                | P2 | 38 | António Félix da Costa | Wszystkie |
| Jota                      | Oreca 07                | P2 | 38 | Roberto González       | Wszystkie |
| Racing Team Nederland     | Oreca 07                | PA | 29 | Frits van Eerd         | Wszystkie |
| Racing Team Nederland     | Oreca 07                | PA | 29 | Giedo van der Garde    | 1–2, 4–6  |
| Racing Team Nederland     | Oreca 07                | PA | 29 | Job van Uitert         | 1–2, 4–6  |
| Racing Team Nederland     | Oreca 07                | PA | 29 | Paul-Loup Chatin       | 3         |
| Racing Team Nederland     | Oreca 07                | PA | 29 | Nyck de Vries          | 3         |
| Duqueine Team             | Oreca 07                | P2 | 30 | René Binder            | 4         |
| Duqueine Team             | Oreca 07                | P2 | 30 | Guillermo Rojas        | 4         |
| Duqueine Team             | Oreca 07                | P2 | 30 | Tristan Gommendy       | 4         |
| Team WRT                  | Oreca 07                | P2 | 31 | Robin Frijns           | Wszystkie |
| Team WRT                  | Oreca 07                | P2 | 31 | Ferdinand von Habsburg | Wszystkie |
| Team WRT                  | Oreca 07                | P2 | 31 | Charles Milesi         | Wszystkie |
| Team WRT                  | Oreca 07                | P2 | 41 | Robert Kubica          | 4         |
| Team WRT                  | Oreca 07                | P2 | 41 | Louis Delétraz         | 4         |
| Team WRT                  | Oreca 07                | P2 | 41 | Yifei Ye               | 4         |
| Inter Europol Competition | Oreca 07                | P2 | 34 | Alex Brundle           | Wszystkie |
| Inter Europol Competition | Oreca 07                | P2 | 34 | Jakub Śmiechowski      | Wszystkie |
| Inter Europol Competition | Oreca 07                | P2 | 34 | Renger van der Zande   | 1, 3–6    |
| Inter Europol Competition | Oreca 07                | P2 | 34 | Louis Delétraz         | 2         |
| SO24-Dirop by Graff       | Oreca 07                | PA | 39 | Vincent Capillaire     | 4         |
| SO24-Dirop by Graff       | Oreca 07                | PA | 39 | Arnold Robin           | 4         |
| SO24-Dirop by Graff       | Oreca 07                | PA | 39 | Arnold Robin           | 4         |
| ARC Bratislava            | Ligier JS P217 Oreca 07 | PA | 44 | Miroslav Konôpka       | Wszystkie |
| ARC Bratislava            | Ligier JS P217 Oreca 07 | PA | 44 | Oliver Webb            | 2–5       |
| ARC Bratislava            | Ligier JS P217 Oreca 07 | PA | 44 | Tom Jackson            | 1–2       |
| ARC Bratislava            | Ligier JS P217 Oreca 07 | PA | 44 | Matej Konôpka          | 3–4       |
| ARC Bratislava            | Ligier JS P217 Oreca 07 | PA | 44 | Darren Burke           | 1         |
| ARC Bratislava            | Ligier JS P217 Oreca 07 | PA | 44 | Kush Maini             | 5         |
| ARC Bratislava            | Ligier JS P217 Oreca 07 | PA | 44 | Nelson Panciatici      | 6         |
| ARC Bratislava            | Ligier JS P217 Oreca 07 | PA | 44 | Olli Caldwell          | 6         |
| Panis Racing              | Oreca 07                | P2 | 65 | Julien Canal           | 4         |
| Panis Racing              | Oreca 07                | P2 | 65 | Will Stevens           | 4         |
| Panis Racing              | Oreca 07                | P2 | 65 | James Allen            | 4         |
| Realteam Racing           | Oreca 07                | PA | 70 | Esteban Garcia         | Wszystkie |
| Realteam Racing           | Oreca 07                | PA | 70 | Norman Nato            | Wszystkie |
| Realteam Racing           | Oreca 07                | PA | 70 | Loïc Duval             | 1, 3–6    |
| Realteam Racing           | Oreca 07                | PA | 70 | Mathias Beche          | 2         |
| Racing Team India Eurasia | Ligier JS P217          | PA | 74 | James Winslow          | 4         |
| Racing Team India Eurasia | Ligier JS P217          | PA | 74 | John Corbett           | 4         |
| Racing Team India Eurasia | Ligier JS P217          | PA | 74 | Tom Cloet              | 4         |
| Risi Competizione         | Oreca 07                | P2 | 82 | Ryan Cullen            | 3, 4      |
| Risi Competizione         | Oreca 07                | P2 | 82 | Oliver Jarvis          | 3, 4      |
| Risi Competizione         | Oreca 07                | P2 | 82 | Felipe Nasr            | 3, 4      |
| Listy startowe            |                         |    |    |                        |           |

| Ikona | Klasyfikacja |
| ----- | ------------ |
| P2    | LMP2         |
| PA    | LMP2 Pro-Am  |

### LMGTE Pro
| Zespół             | Samochód            | Silnik                        | Opony | Nr | Kierowcy              | Rundy     |
| ------------------ | ------------------- | ----------------------------- | ----- | -- | --------------------- | --------- |
| AF Corse           | Ferrari 488 GTE Evo | Ferrari F154CB 3.9 L Turbo V8 | M     | 51 | James Calado          | Wszystkie |
| AF Corse           | Ferrari 488 GTE Evo | Ferrari F154CB 3.9 L Turbo V8 | M     | 51 | Alessandro Pier Guidi | Wszystkie |
| AF Corse           | Ferrari 488 GTE Evo | Ferrari F154CB 3.9 L Turbo V8 | M     | 51 | Côme Ledogar          | 4         |
| AF Corse           | Ferrari 488 GTE Evo | Ferrari F154CB 3.9 L Turbo V8 | M     | 52 | Miguel Molina         | Wszystkie |
| AF Corse           | Ferrari 488 GTE Evo | Ferrari F154CB 3.9 L Turbo V8 | M     | 52 | Daniel Serra          | Wszystkie |
| AF Corse           | Ferrari 488 GTE Evo | Ferrari F154CB 3.9 L Turbo V8 | M     | 52 | Sam Bird              | 4         |
| Corvette Racing    | Corvette C8.R       | Chevrolet LT5.5 5.5L V8       | M     | 63 | Antonio García        | 1, 4      |
| Corvette Racing    | Corvette C8.R       | Chevrolet LT5.5 5.5L V8       | M     | 63 | Oliver Gavin          | 1         |
| Corvette Racing    | Corvette C8.R       | Chevrolet LT5.5 5.5L V8       | M     | 63 | Jordan Taylor         | 4         |
| Corvette Racing    | Corvette C8.R       | Chevrolet LT5.5 5.5L V8       | M     | 63 | Nick Catsburg         | 4         |
| Corvette Racing    | Corvette C8.R       | Chevrolet LT5.5 5.5L V8       | M     | 64 | Tommy Milner          | 4         |
| Corvette Racing    | Corvette C8.R       | Chevrolet LT5.5 5.5L V8       | M     | 64 | Nick Tandy            | 4         |
| Corvette Racing    | Corvette C8.R       | Chevrolet LT5.5 5.5L V8       | M     | 64 | Alexander Sims        | 4         |
| Hub Auto Racing    | Porsche 911 RSR-19  | Porsche 4.2 L Flat-6          | M     | 72 | Dries Vanthoor        | 4         |
| Hub Auto Racing    | Porsche 911 RSR-19  | Porsche 4.2 L Flat-6          | M     | 72 | Álvaro Parente        | 4         |
| Hub Auto Racing    | Porsche 911 RSR-19  | Porsche 4.2 L Flat-6          | M     | 72 | Maxime Martin         | 4         |
| Weathertech Racing | Porsche 911 RSR-19  | Porsche 4.2 L Flat-6          | M     | 79 | Cooper MacNeil        | 4         |
| Weathertech Racing | Porsche 911 RSR-19  | Porsche 4.2 L Flat-6          | M     | 79 | Earl Bamber           | 4         |
| Weathertech Racing | Porsche 911 RSR-19  | Porsche 4.2 L Flat-6          | M     | 79 | Laurens Vanthoor      | 4         |
| Porsche GT Team    | Porsche 911 RSR-19  | Porsche 4.2 L Flat-6          | M     | 91 | Gianmaria Bruni       | Wszystkie |
| Porsche GT Team    | Porsche 911 RSR-19  | Porsche 4.2 L Flat-6          | M     | 91 | Richard Lietz         | Wszystkie |
| Porsche GT Team    | Porsche 911 RSR-19  | Porsche 4.2 L Flat-6          | M     | 91 | Frédéric Makowiecki   | 2, 4, 6   |
| Porsche GT Team    | Porsche 911 RSR-19  | Porsche 4.2 L Flat-6          | M     | 92 | Kévin Estre           | Wszystkie |
| Porsche GT Team    | Porsche 911 RSR-19  | Porsche 4.2 L Flat-6          | M     | 92 | Neel Jani             | Wszystkie |
| Porsche GT Team    | Porsche 911 RSR-19  | Porsche 4.2 L Flat-6          | M     | 92 | Michael Christensen   | 2, 4, 6   |
| Listy startowe     |                     |                               |       |    |                       |           |

### LMGTE Am
| Zespół                | Samochód                 | Silnik                        | Opony | Nr  | Kierowcy                  | Rundy     |
| --------------------- | ------------------------ | ----------------------------- | ----- | --- | ------------------------- | --------- |
| Absolute Racing       | Porsche 911 RSR-19       | Porsche 4.2 L Flat-6          | M     | 18  | Andrew Haryanto           | 4         |
| Absolute Racing       | Porsche 911 RSR-19       | Porsche 4.2 L Flat-6          | M     | 18  | Alessio Picariello        | 4         |
| Absolute Racing       | Porsche 911 RSR-19       | Porsche 4.2 L Flat-6          | M     | 18  | Marco Seefried            | 4         |
| TF Sport              | Aston Martin Vantage AMR | Aston Martin 4.0 L Turbo V8   | M     | 33  | Felipe Fraga              | Wszystkie |
| TF Sport              | Aston Martin Vantage AMR | Aston Martin 4.0 L Turbo V8   | M     | 33  | Ben Keating               | Wszystkie |
| TF Sport              | Aston Martin Vantage AMR | Aston Martin 4.0 L Turbo V8   | M     | 33  | Dylan Pereira             | Wszystkie |
| TF Sport              | Aston Martin Vantage AMR | Aston Martin 4.0 L Turbo V8   | M     | 95  | John Hartshorne           | 4         |
| TF Sport              | Aston Martin Vantage AMR | Aston Martin 4.0 L Turbo V8   | M     | 95  | Ollie Hancock             | 4         |
| TF Sport              | Aston Martin Vantage AMR | Aston Martin 4.0 L Turbo V8   | M     | 95  | Ross Gunn                 | 4         |
| D'station Racing      | Aston Martin Vantage AMR | Aston Martin 4.0 L Turbo V8   | M     | 777 | Tomonobu Fujii            | Wszystkie |
| D'station Racing      | Aston Martin Vantage AMR | Aston Martin 4.0 L Turbo V8   | M     | 777 | Satoshi Hoshino           | Wszystkie |
| D'station Racing      | Aston Martin Vantage AMR | Aston Martin 4.0 L Turbo V8   | M     | 777 | Andrew Watson             | Wszystkie |
| Team Project 1        | Porsche 911 RSR-19       | Porsche 4.2 L Flat-6          | M     | 46  | Anders Buchardt           | 1, 3–4    |
| Team Project 1        | Porsche 911 RSR-19       | Porsche 4.2 L Flat-6          | M     | 46  | Dennis Olsen              | 1, 3–4    |
| Team Project 1        | Porsche 911 RSR-19       | Porsche 4.2 L Flat-6          | M     | 46  | Axcil Jefferies           | 1         |
| Team Project 1        | Porsche 911 RSR-19       | Porsche 4.2 L Flat-6          | M     | 46  | Maxwell Root              | 3         |
| Team Project 1        | Porsche 911 RSR-19       | Porsche 4.2 L Flat-6          | M     | 46  | Robby Foley               | 4         |
| Team Project 1        | Porsche 911 RSR-19       | Porsche 4.2 L Flat-6          | M     | 56  | Matteo Cairoli            | Wszystkie |
| Team Project 1        | Porsche 911 RSR-19       | Porsche 4.2 L Flat-6          | M     | 56  | Egidio Perfetti           | Wszystkie |
| Team Project 1        | Porsche 911 RSR-19       | Porsche 4.2 L Flat-6          | M     | 56  | Riccardo Pera             | Wszystkie |
| Cetilar Racing        | Ferrari 488 GTE Evo      | Ferrari F154CB 3.9 L Turbo V8 | M     | 47  | Antonio Fuoco             | Wszystkie |
| Cetilar Racing        | Ferrari 488 GTE Evo      | Ferrari F154CB 3.9 L Turbo V8 | M     | 47  | Roberto Lacorte           | Wszystkie |
| Cetilar Racing        | Ferrari 488 GTE Evo      | Ferrari F154CB 3.9 L Turbo V8 | M     | 47  | Giorgio Sernagiotto       | Wszystkie |
| AF Corse              | Ferrari 488 GTE Evo      | Ferrari F154CB 3.9 L Turbo V8 | M     | 54  | Francesco Castellacci     | Wszystkie |
| AF Corse              | Ferrari 488 GTE Evo      | Ferrari F154CB 3.9 L Turbo V8 | M     | 54  | Giancarlo Fisichella      | Wszystkie |
| AF Corse              | Ferrari 488 GTE Evo      | Ferrari F154CB 3.9 L Turbo V8 | M     | 54  | Thomas Flohr              | Wszystkie |
| AF Corse              | Ferrari 488 GTE Evo      | Ferrari F154CB 3.9 L Turbo V8 | M     | 61  | Christoph Ulrich          | 4         |
| AF Corse              | Ferrari 488 GTE Evo      | Ferrari F154CB 3.9 L Turbo V8 | M     | 61  | Simon Mann                | 4         |
| AF Corse              | Ferrari 488 GTE Evo      | Ferrari F154CB 3.9 L Turbo V8 | M     | 61  | Toni Vilander             | 4         |
| AF Corse              | Ferrari 488 GTE Evo      | Ferrari F154CB 3.9 L Turbo V8 | M     | 83  | Nicklas Nielsen           | Wszystkie |
| AF Corse              | Ferrari 488 GTE Evo      | Ferrari F154CB 3.9 L Turbo V8 | M     | 83  | François Perrodo          | Wszystkie |
| AF Corse              | Ferrari 488 GTE Evo      | Ferrari F154CB 3.9 L Turbo V8 | M     | 83  | Alessio Rovera            | Wszystkie |
| Spirit of Race        | Ferrari 488 GTE Evo      | Ferrari F154CB 3.9 L Turbo V8 | M     | 55  | Duncan Cameron            | 4         |
| Spirit of Race        | Ferrari 488 GTE Evo      | Ferrari F154CB 3.9 L Turbo V8 | M     | 55  | David Perel               | 4         |
| Spirit of Race        | Ferrari 488 GTE Evo      | Ferrari F154CB 3.9 L Turbo V8 | M     | 55  | Matthew Griffin           | 4         |
| Kessel Racing         | Ferrari 488 GTE Evo      | Ferrari F154CB 3.9 L Turbo V8 | M     | 57  | Takeshi Kimura            | 2, 4–6    |
| Kessel Racing         | Ferrari 488 GTE Evo      | Ferrari F154CB 3.9 L Turbo V8 | M     | 57  | Mikkel Jensen             | 2, 4–6    |
| Kessel Racing         | Ferrari 488 GTE Evo      | Ferrari F154CB 3.9 L Turbo V8 | M     | 57  | Scott Andrews             | 2, 4–6    |
| Iron Lynx             | Ferrari 488 GTE Evo      | Ferrari F154CB 3.9 L Turbo V8 | M     | 60  | Matteo Cressoni           | 1–3, 5–6  |
| Iron Lynx             | Ferrari 488 GTE Evo      | Ferrari F154CB 3.9 L Turbo V8 | M     | 60  | Andrea Piccini            | 1–3, 5–6  |
| Iron Lynx             | Ferrari 488 GTE Evo      | Ferrari F154CB 3.9 L Turbo V8 | M     | 60  | Claudio Schiavoni         | 1–4, 6    |
| Iron Lynx             | Ferrari 488 GTE Evo      | Ferrari F154CB 3.9 L Turbo V8 | M     | 60  | Raffaele Giammaria        | 4         |
| Iron Lynx             | Ferrari 488 GTE Evo      | Ferrari F154CB 3.9 L Turbo V8 | M     | 60  | Paolo Ruberti             | 4         |
| Iron Lynx             | Ferrari 488 GTE Evo      | Ferrari F154CB 3.9 L Turbo V8 | M     | 60  | Rino Mastronardi          | 5         |
| Iron Lynx             | Ferrari 488 GTE Evo      | Ferrari F154CB 3.9 L Turbo V8 | M     | 80  | Matteo Cressoni           | 4         |
| Iron Lynx             | Ferrari 488 GTE Evo      | Ferrari F154CB 3.9 L Turbo V8 | M     | 80  | Rino Mastronardi          | 4         |
| Iron Lynx             | Ferrari 488 GTE Evo      | Ferrari F154CB 3.9 L Turbo V8 | M     | 80  | Callum Ilott              | 4         |
| Iron Lynx             | Ferrari 488 GTE Evo      | Ferrari F154CB 3.9 L Turbo V8 | M     | 85  | Rahel Frey                | Wszystkie |
| Iron Lynx             | Ferrari 488 GTE Evo      | Ferrari F154CB 3.9 L Turbo V8 | M     | 85  | Sarah Bovy                | 3–6       |
| Iron Lynx             | Ferrari 488 GTE Evo      | Ferrari F154CB 3.9 L Turbo V8 | M     | 85  | Katherine Legge           | 1, 5–6    |
| Iron Lynx             | Ferrari 488 GTE Evo      | Ferrari F154CB 3.9 L Turbo V8 | M     | 85  | Michelle Gatting          | 2–4       |
| Iron Lynx             | Ferrari 488 GTE Evo      | Ferrari F154CB 3.9 L Turbo V8 | M     | 85  | Manuela Gostner           | 1–2       |
| JMW Motorsport        | Ferrari 488 GTE Evo      | Ferrari F154CB 3.9 L Turbo V8 | M     | 66  | Thomas Neubauer           | 4         |
| JMW Motorsport        | Ferrari 488 GTE Evo      | Ferrari F154CB 3.9 L Turbo V8 | M     | 66  | Rodrigo Sales             | 4         |
| JMW Motorsport        | Ferrari 488 GTE Evo      | Ferrari F154CB 3.9 L Turbo V8 | M     | 66  | Jody Fannin               | 4         |
| Herberth Motorsport   | Porsche 911 RSR-19       | Porsche 4.2 L Flat-6          | M     | 69  | Robert Renauer            | 4         |
| Herberth Motorsport   | Porsche 911 RSR-19       | Porsche 4.2 L Flat-6          | M     | 69  | Ralf Bohn                 | 4         |
| Herberth Motorsport   | Porsche 911 RSR-19       | Porsche 4.2 L Flat-6          | M     | 69  | Rolf Ineichen             | 4         |
| Inception Racing      | Ferrari 488 GTE Evo      | Ferrari F154CB 3.9 L Turbo V8 | M     | 71  | Brendan Iribe             | 3, 4      |
| Inception Racing      | Ferrari 488 GTE Evo      | Ferrari F154CB 3.9 L Turbo V8 | M     | 71  | Ollie Millroy             | 3, 4      |
| Inception Racing      | Ferrari 488 GTE Evo      | Ferrari F154CB 3.9 L Turbo V8 | M     | 71  | Ben Barnicoat             | 3, 4      |
| Dempsey-Proton Racing | Porsche 911 RSR-19       | Porsche 4.2 L Flat-6          | M     | 77  | Matt Campbell             | Wszystkie |
| Dempsey-Proton Racing | Porsche 911 RSR-19       | Porsche 4.2 L Flat-6          | M     | 77  | Jaxon Evans               | Wszystkie |
| Dempsey-Proton Racing | Porsche 911 RSR-19       | Porsche 4.2 L Flat-6          | M     | 77  | Christian Ried            | Wszystkie |
| Dempsey-Proton Racing | Porsche 911 RSR-19       | Porsche 4.2 L Flat-6          | M     | 88  | Julien Andlauer           | 2, 4–6    |
| Dempsey-Proton Racing | Porsche 911 RSR-19       | Porsche 4.2 L Flat-6          | M     | 88  | Marco Seefried            | 1–3       |
| Dempsey-Proton Racing | Porsche 911 RSR-19       | Porsche 4.2 L Flat-6          | M     | 88  | Andrew Haryanto           | 1, 3      |
| Dempsey-Proton Racing | Porsche 911 RSR-19       | Porsche 4.2 L Flat-6          | M     | 88  | Alessio Picariello        | 1, 3      |
| Dempsey-Proton Racing | Porsche 911 RSR-19       | Porsche 4.2 L Flat-6          | M     | 88  | Dominique Bastien         | 2, 4      |
| Dempsey-Proton Racing | Porsche 911 RSR-19       | Porsche 4.2 L Flat-6          | M     | 88  | Chalid al-Kubajsi         | 5–6       |
| Dempsey-Proton Racing | Porsche 911 RSR-19       | Porsche 4.2 L Flat-6          | M     | 88  | Lance Arnold              | 4         |
| Dempsey-Proton Racing | Porsche 911 RSR-19       | Porsche 4.2 L Flat-6          | M     | 88  | Adrien De Leener          | 5         |
| Dempsey-Proton Racing | Porsche 911 RSR-19       | Porsche 4.2 L Flat-6          | M     | 88  | Axcil Jefferies           | 6         |
| Proton Competition    | Porsche 911 RSR-19       | Porsche 4.2 L Flat-6          | M     | 99  | Harry Tincknell           | 4         |
| Proton Competition    | Porsche 911 RSR-19       | Porsche 4.2 L Flat-6          | M     | 99  | Vutthikorn Inthraphuvasak | 4         |
| Proton Competition    | Porsche 911 RSR-19       | Porsche 4.2 L Flat-6          | M     | 99  | Florian Latorre           | 4         |
| GR Racing             | Porsche 911 RSR-19       | Porsche 4.2 L Flat-6          | M     | 86  | Ben Barker                | Wszystkie |
| GR Racing             | Porsche 911 RSR-19       | Porsche 4.2 L Flat-6          | M     | 86  | Tom Gamble                | Wszystkie |
| GR Racing             | Porsche 911 RSR-19       | Porsche 4.2 L Flat-6          | M     | 86  | Michael Wainwright        | Wszystkie |
| Aston Martin Racing   | Aston Martin Vantage AMR | Aston Martin 4.0 L Turbo V8   | M     | 98  | Marcos Gomes              | Wszystkie |
| Aston Martin Racing   | Aston Martin Vantage AMR | Aston Martin 4.0 L Turbo V8   | M     | 98  | Paul Dalla Lana           | Wszystkie |
| Aston Martin Racing   | Aston Martin Vantage AMR | Aston Martin 4.0 L Turbo V8   | M     | 98  | Augusto Farfus            | 1–3, 5–6  |
| Aston Martin Racing   | Aston Martin Vantage AMR | Aston Martin 4.0 L Turbo V8   | M     | 98  | Nicki Thiim               | 4         |
| Rinaldi Racing        | Ferrari 488 GTE Evo      | Ferrari F154CB 3.9 L Turbo V8 | M     | 388 | Pierre Ehret              | 3, 4      |
| Rinaldi Racing        | Ferrari 488 GTE Evo      | Ferrari F154CB 3.9 L Turbo V8 | M     | 388 | Christian Hook            | 3, 4      |
| Rinaldi Racing        | Ferrari 488 GTE Evo      | Ferrari F154CB 3.9 L Turbo V8 | M     | 388 | Jeroen Bleekemolen        | 3, 4      |
| Listy startowe        |                          |                               |       |     |                           |           |

## Wyniki
| Runda | Tor               | Pole position                                    | Zwycięzcy Hypercar                              | Zwycięzcy LMP2                                           | Zwycięzcy LMGTE Pro                             | Zwycięzcy LMGTE Am                                | Wyniki             |
| ----- | ----------------- | ------------------------------------------------ | ----------------------------------------------- | -------------------------------------------------------- | ----------------------------------------------- | ------------------------------------------------- | ------------------ |
| 1     | Spa-Francorchamps | #7 Toyota Gazoo Racing                           | #8 Toyota Gazoo Racing                          | #22 United Autosports USA                                | #92 Porsche GT Team                             | #83 AF Corse                                      | Wyniki szczegółowe |
| 1     | Spa-Francorchamps | Mike Conway Kamui Kobayashi José María López     | Sébastien Buemi Brendon Hartley Kazuki Nakajima | Filipe Albuquerque Philip Hanson Fabio Scherer           | Kévin Estre Neel Jani                           | Nicklas Nielsen François Perrodo Alessio Rovera   | Wyniki szczegółowe |
| 2     | Algarve           | #36 Alpine Elf Matmut                            | #8 Toyota Gazoo Racing                          | #38 Jota                                                 | #51 AF Corse                                    | #47 Cetilar Racing                                | Wyniki szczegółowe |
| 2     | Algarve           | Nicolas Lapierre André Negrão Matthieu Vaxivière | Sébastien Buemi Brendon Hartley Kazuki Nakajima | Anthony Davidson António Félix da Costa Roberto González | James Calado Alessandro Pier Guidi              | Antonio Fuoco Roberto Lacorte Giorgio Sernagiotto | Wyniki szczegółowe |
| 3     | Monza             | #7 Toyota Gazoo Racing                           | #7 Toyota Gazoo Racing                          | #22 United Autosports USA                                | #92 Porsche GT Team                             | #83 AF Corse                                      | Wyniki szczegółowe |
| 3     | Monza             | Mike Conway Kamui Kobayashi José María López     | Mike Conway Kamui Kobayashi José María López    | Filipe Albuquerque Philip Hanson Fabio Scherer           | Kévin Estre Neel Jani                           | Nicklas Nielsen François Perrodo Alessio Rovera   | Wyniki szczegółowe |
| 4     | Le Mans           | #7 Toyota Gazoo Racing                           | #7 Toyota Gazoo Racing                          | #31 Team WRT                                             | #51 AF Corse                                    | #83 AF Corse                                      | Wyniki szczegółowe |
| 4     | Le Mans           | Mike Conway Kamui Kobayashi José María López     | Mike Conway Kamui Kobayashi José María López    | Robin Frijns Ferdinand Habsburg Charles Milesi           | James Calado Alessandro Pier Guidi Côme Ledogar | Nicklas Nielsen François Perrodo Alessio Rovera   | Wyniki szczegółowe |
| 5     | Bahrain (6h)      | #8 Toyota Gazoo Racing                           | #7 Toyota Gazoo Racing                          | #31 Team WRT                                             | #92 Porsche GT Team                             | #33 TF Sport                                      | Wyniki szczegółowe |
| 5     | Bahrain (6h)      | Sébastien Buemi Brendon Hartley Kazuki Nakajima  | Mike Conway Kamui Kobayashi José María López    | Robin Frijns Ferdinand Habsburg Charles Milesi           | Kévin Estre Neel Jani                           | Felipe Fraga Ben Keating Dylan Pereira            | Wyniki szczegółowe |
| 6     | Bahrain (8h)      | #7 Toyota Gazoo Racing                           | #8 Toyota Gazoo Racing                          | #31 Team WRT                                             | #51 AF Corse                                    | #83 AF Corse                                      | Wyniki szczegółowe |
| 6     | Bahrain (8h)      | Mike Conway Kamui Kobayashi José María López     | Sébastien Buemi Brendon Hartley Kazuki Nakajima | Robin Frijns Ferdinand Habsburg Charles Milesi           | James Calado Alessandro Pier Guidi              | Nicklas Nielsen François Perrodo Alessio Rovera   | Wyniki szczegółowe |

## Klasyfikacje
| Długość wyścigu | 1  | 2  | 3  | 4  | 5  | 6  | 7  | 8 | 9 | 10 | P   | PP |
| --------------- | -- | -- | -- | -- | -- | -- | -- | - | - | -- | --- | -- |
| 6 godzin        | 25 | 18 | 15 | 12 | 10 | 8  | 6  | 4 | 2 | 1  | 0.5 | 1  |
| 8 godzin        | 38 | 27 | 23 | 18 | 15 | 12 | 9  | 6 | 3 | 2  | 1   | 1  |
| 24 godziny      | 50 | 36 | 30 | 24 | 20 | 16 | 12 | 8 | 4 | 2  | 1   | 1  |

| Legenda oznaczeń w tabelach wyników | Legenda oznaczeń w tabelach wyników                                                                          |
| Oznaczenie                          | Wyjaśnienie                                                                                                  |
| ----------------------------------- | --- |
| Złoty                               | Zwycięzca |
| Srebrny                             | 2. miejsce                                                                                                   |
| Brązowy                             | 3. miejsce                                                                                                   |
| Zielony                             | Ukończył, punktował                                                                                          |
| Niebieski                           | Niesklasyfikowany (NS)                                                                                       |
| Niebieski                           | Ukończył, nie punktował                                                                                      |
| Czerwony                            | Nie zakwalifikował się (NZ)                                                                                  |
| Czerwony                            | Nie prekwalifikował się (NPK)                                                                                |
| Różowy                              | Nie ukończył (NU)                                                                                            |
| Czarny                              | zdyskwalifikowany (DK)                                                                                       |
| Czarny                              | Wykluczony (WYK/EX)                                                                                          |
| Biały                               | Nie wystartował (NW)                                                                                         |
| Biały                               | Kontuzjowany (K/INJ)                                                                                         |
| Biały                               | Wyścig odwołany (OD/C)                                                                                       |
| Bez koloru (domyślny #F8F8F8)       | Został wycofany (WYC/WD)                                                                                     |
| Bez koloru (domyślny #F8F8F8)       | Nie przybył (NP/DNA)                                                                                         |
| Bez koloru (domyślny #F8F8F8)       | Nie brał udziału w treningach (NT/DNP)                                                                       |
| Bez koloru (domyślny #F8F8F8)       | Nie został zgłoszony (–)                                                                                     |
| Pogrubienie                         | Start z pole position                                                                                        |
| Kursywa                             | Najszybsze okrążenie wyścigu                                                                                 |
| †                                   | Nie ukończył, ale jego rezultat został zaliczony ze względu na przejechanie więcej niż 70% dystansu wyścigu. |
| *                                   | Sezon w trakcie                                                                                              |

### Hypercar

#### Mistrzostwo świata kierowców Hypercar
| Poz. | Kierowca                                         | Zespół                  | SPA | POR | MNZ | LMS | BHR | BHR | Punkty |
| ---- | ------------------------------------------------ | ----------------------- | --- | --- | --- | --- | --- | --- | ------ |
| 1    | Mike Conway Kamui Kobayashi José María López     | #7 Toyota Gazoo Racing  | 3   | 2   | 1   | 1   | 1   | 2   | 173    |
| 2    | Sébastien Buemi Brendon Hartley Kazuki Nakajima  | #8 Toyota Gazoo Racing  | 1   | 1   | 4   | 2   | 2   | 1   | 168    |
| 3    | Nicolas Lapierre André Negrão Matthieu Vaxivière | #36 Alpine Elf Matmut   | 2   | 3   | 2   | 3   | 3   | 3   | 128    |
| 4    | Richard Westbrook Romain Dumas                   | #709 Glickenhaus Racing | –   | 4   | 3   | 5   | –   | –   | 53     |
| 5    | Franck Mailleux                                  | #709 Glickenhaus Racing | –   | –   | 3   | –   | –   | –   | 39     |
| 5    | Franck Mailleux                                  | #708 Glickenhaus Racing | –   | –   | –   | 4   | –   | –   | 39     |
| 6    | Ryan Briscoe                                     | #709 Glickenhaus Racing | –   | 4   | –   | 5   | –   | –   | 38     |
| 7    | Pipo Derani Olivier Pla                          | #708 Glickenhaus Racing | –   | –   | NU  | 4   | –   | –   | 24     |
| 8    | Gustavo Menezes                                  | #708 Glickenhaus Racing | –   | –   | NU  | –   | –   | –   | 0      |
| Poz. | Kierowca                                         | Zespół                  | SPA | POR | MNZ | LMS | BHR | BHR | Punkty |

#### Mistrzostwo świata Hypercarów
Punkty przyznawane są za najwyższe miejsce na mecie danego zespołu.
| Poz. | Zespół              | SPA | POR | MNZ | LMS | BHR | BHR | Punkty |
| ---- | ------------------- | --- | --- | --- | --- | --- | --- | ------ |
| 1    | Toyota Gazoo Racing | 1   | 1   | 1   | 1   | 1   | 1   | 206    |
| 2    | Alpine Elf Matmut   | 2   | 3   | 2   | 3   | 3   | 3   | 105    |
| 3    | Glickenhaus Racing  | –   | 29  | 4   | 4   | –   | –   | 37     |

### LMGTE Pro

#### Mistrzostwo świata kierowców GT
| Poz. | Kierowca                                                | Zespół                    | SPA | POR | MNZ | LMS | BHR | BHR | Punkty |
| ---- | ------------------------------------------------------- | ------------------------- | --- | --- | --- | --- | --- | --- | ------ |
| 1    | James Calado Alessandro Pier Guidi                      | #51 AF Corse              | 2   | 1   | 2   | 1   | 3   | 1   | 177    |
| 2    | Kévin Estre Neel Jani                                   | #92 Porsche GT Team       | 1   | 3   | 1   | 2   | 1   | 2   | 166    |
| 3    | Gianmaria Bruni Richard Lietz                           | #91 Porsche GT Team       | 4   | 4   | 3   | 3   | 2   | 4   | 111    |
| 4    | Daniel Serra Miguel Molina                              | #52 AF Corse              | 3   | 2   | 4   | 10  | 4   | 3   | 92     |
| 5    | Michael Christensen                                     | #92 Porsche GT Team       | –   | 3   | –   | 2   | –   | 2   | 88     |
| 6    | Frédéric Makowiecki                                     | #91 Porsche GT Team       | –   | 4   | –   | 3   | –   | 4   | 66     |
| 7    | Nicklas Nielsen François Perrodo Alessio Rovera         | #83 AF Corse              | 5   | 14  | 5   | 4   | 9   | 5   | 62     |
| 8    | Côme Ledogar                                            | #51 AF Corse              | –   | –   | –   | 1   | –   | –   | 50     |
| 9    | Felipe Fraga Ben Keating Dylan Pereira                  | #33 TF Sport              | 6   | 11  | 18  | 5   | 5   | NS  | 39.5   |
| 10   | Matt Campbell Jaxon Evans Christian Ried                | #77 Dempsey-Proton Racing | NS  | NS  | 9   | 7   | 6   | 6   | 34     |
| 11   | Matteo Cairoli Riccardo Pera Egidio Perfetti            | #56 Team Project 1        | NW  | 6   | 8   | NU  | 7   | 7   | 31     |
| 12   | Antonio Fuoco Roberto Lacorte Giorgio Sernagiotto       | #47 Cetilar Racing        | 7   | 5   | 15  | NU  | 13  | 8   | 28     |
| 13   | Claudio Schiavoni                                       | #60 Iron Lynx             | 13  | 9   | NU  | 6   | –   | 9   | 22.5   |
| 14   | Marcos Gomes Paul Dalla Lana Augusto Farfus             | #98 Aston Martin Racing   | 10  | 8   | 6   | NU  | 8   | 14  | 20     |
| 15   | Francesco Castellacci Giancarlo Fisichella Thomas Flohr | #54 AF Corse              | 8   | 7   | 11  | 11  | 11  | 10  | 17     |
| 16   | Raffaele Giammaria Paolo Ruberti                        | #60 Iron Lynx             | –   | –   | –   | 6   | –   | –   | 16     |
| 17   | Tomonobu Fujii Satoshi Hoshino Andrew Watson            | #777 D'station Racing     | 11  | NS  | 7   | 8   | 14  | 11  | 16     |
| 18   | Rahel Frey                                              | #85 Iron Lynx             | 12  | 10  | 12  | 9   | 12  | 12  | 8.5    |
| 19   | Matteo Cressoni Andrea Piccini                          | #60 Iron Lynx             | 13  | 9   | NU  | –   | 15  | 9   | 7      |
| 20   | Michelle Gatting                                        | #85 Iron Lynx             | –   | 10  | 12  | 9   | –   | –   | 6.5    |
| 21   | Sarah Bovy                                              | #85 Iron Lynx             | –   | –   | 12  | 9   | 12  | 12  | 6      |
| 22   | Ben Barker Tom Gamble Michael Wainwright                | #86 GR Racing             | NU  | 12  | 13  | 13  | 10  | 13  | 4.5    |
| 23   | Marco Seefried                                          | #88 Dempsey-Proton Racing | 9   | 13  | 10  | –   | –   | –   | 4      |
| 24   | Andrew Haryanto Alessio Picariello                      | #88 Dempsey-Proton Racing | 9   | –   | 10  | –   | –   | –   | 3      |
| 25   | Sam Bird                                                | #52 AF Corse              | –   | –   | –   | 10  | –   | –   | 3      |
| 26   | Manuela Gostner                                         | #85 Iron Lynx             | 12  | 10  | –   | –   | –   | –   | 2.5    |
| 27   | Julien Andlauer                                         | #88 Dempsey-Proton Racing | –   | 13  | –   | 12  | 16  | NS  | 2.5    |
| 28   | Dominique Bastien                                       | #88 Dempsey-Proton Racing | –   | 13  | –   | 12  | –   | –   | 2      |
| 29   | Katherine Legge                                         | #85 Iron Lynx             | 12  | –   | –   | –   | 12  | 12  | 2      |
| 30   | Lance Arnold                                            | #88 Dempsey-Proton Racing | –   | –   | –   | 12  | –   | –   | 1      |
| 31   | Anders Buchardt Dennis Olsen Maxwell Root               | #46 Team Project 1        | –   | –   | 16  | NU  | –   | –   | 0.5    |
| 32   | Rino Mastronardi Adrien De Leener Chalid al-Kubajsi     | #60 Iron Lynx             | –   | –   | –   | –   | 15  | –   | 0.5    |
| 33   | Axcil Jefferies                                         | #46 Team Project 1        | WYC | –   | –   | –   | –   | –   | 0      |
| 33   | Axcil Jefferies                                         | #88 Dempsey-Proton Racing | –   | –   | –   | –   | –   | NS  | 0      |
| 33   | Nicki Thiim                                             | #98 Aston Martin Racing   | –   | –   | –   | NU  | –   | –   | 0      |
| 33   | Robby Foley                                             | #46 Team Project 1        | –   | –   | –   | NU  | –   | –   | 0      |
| Poz. | Kierowca                                                | Zespół                    | SPA | POR | MNZ | LMS | BHR | BHR | Punkty |

#### Mistrzostwo świata producentów GT
| Poz. | Producent | SPA | POR | MNZ | LMS | BHR | BHR | Punkty |
| ---- | --------- | --- | --- | --- | --- | --- | --- | ------ |
| 1    | Ferrari   | 2   | 1   | 2   | 1   | 3   | 1   | 291    |
| 1    | Ferrari   | 3   | 2   | 4   | 4   | 4   | 3   | 291    |
| 2    | Porsche   | 1   | 3   | 1   | 2   | 1   | 2   | 277    |
| 2    | Porsche   | 4   | 4   | 3   | 3   | 2   | 4   | 277    |

### LMP2

#### Trofeum endurance dla kierowców LMP2
| Poz. | Kierowca                                                 | Zespół                        | SPA | POR | MNZ | LMS | BHR | BHR | Punkty |
| ---- | -------------------------------------------------------- | ----------------------------- | --- | --- | --- | --- | --- | --- | ------ |
| 1    | Robin Frijns Ferdinand von Habsburg Charles Milesi       | #31 Team WRT                  | 10  | 4   | 2   | 1   | 1   | 1   | 151    |
| 2    | Sean Gelael Tom Blomqvist Stoffel Vandoorne              | #28 Jota                      | 3   | 2   | 5   | 2   | 2   | 3   | 131    |
| 3    | Anthony Davidson António Félix da Costa Roberto González | #38 Jota                      | 2   | 1   | NU  | 4   | 3   | 2   | 123    |
| 4    | Philip Hanson                                            | #22 United Autosports USA     | 1   | 3   | 1   | 10  | 4   | 4   | 107    |
| 5    | Filipe Albuquerque                                       | #22 United Autosports USA     | 1   | –   | 1   | 10  | 4   | 4   | 84     |
| 5    | Fabio Scherer                                            | #22 United Autosports USA     | 1   | WYC | 1   | 10  | 4   | 4   | 84     |
| 6    | Alex Brundle Jakub Śmiechowski                           | #34 Inter Europol Competition | 5   | 5   | 4   | 3   | 9   | 5   | 84     |
| 7    | Renger van der Zande                                     | #34 Inter Europol Competition | 5   | –   | 4   | 3   | 9   | 5   | 69     |
| 8    | Frits van Eerd                                           | #29 Racing Team Nederland     | 4   | 10  | 3   | 6   | 5   | 6   | 67     |
| 9    | Giedo van der Garde Job van Uitert                       | #29 Racing Team Nederland     | 4   | 10  | WYC | 6   | 5   | 6   | 52     |
| 10   | Esteban Garcia Norman Nato                               | #70 Realteam Racing           | 6   | 7   | 7   | 7   | 7   | 7   | 50     |
| 11   | Ben Hanley Henrik Hedman Juan Pablo Montoya              | #21 DragonSpeed USA           | 7   | 8   | 6   | 5   | 11  | 10  | 42.5   |
| 12   | Loïc Duval                                               | #70 Realteam Racing           | 6   | –   | 7   | 7   | 7   | 7   | 41     |
| 13   | Sophia Flörsch                                           | #1 Richard Mille Racing Team  | 8   | 6   | 8   | NU  | 6   | 9   | 31     |
| 14   | Beitske Visser                                           | #1 Richard Mille Racing Team  | 8   | 6   | –   | NU  | 6   | 9   | 27     |
| 15   | Dennis Andersen                                          | #20 High Class Racing         | 9   | 9   | 9   | 8   | 8   | 8   | 25     |
| 16   | Wayne Boyd Paul di Resta                                 | #22 United Autosports USA     | –   | 3   | –   | –   | –   | –   | 23     |
| 17   | Tatiana Calderón                                         | #1 Richard Mille Racing Team  | 8   | 6   | 8   | NU  | –   | 9   | 23     |
| 18   | Anders Fjordbach                                         | #20 High Class Racing         | 9   | 9   | 9   | –   | 8   | 8   | 17     |
| 19   | Nyck de Vries Paul-Loup Chatin                           | #29 Racing Team Nederland     | –   | –   | 3   | –   | –   | –   | 15     |
| 20   | Louis Delétraz                                           | #34 Inter Europol Competition | –   | 5   | –   | –   | –   | –   | 15     |
| 21   | Robert Kubica                                            | #20 High Class Racing         | –   | –   | –   | –   | 8   | 8   | 10     |
| 22   | Mathias Beche                                            | #70 Realteam Racing           | –   | 7   | –   | –   | –   | –   | 9      |
| 23   | Gabriel Aubry                                            | #1 Richard Mille Racing Team  | –   | –   | –   | –   | 6   | –   | 8      |
| 24   | Marco Sørensen Ricky Taylor                              | #20 High Class Racing         | –   | –   | –   | 8   | –   | –   | 8      |
| 25   | Miro Konôpka                                             | #44 ARC Bratislava            | NU  | 11  | 10  | 9   | 10  | 11  | 8      |
| 26   | Oliver Webb                                              | #44 ARC Bratislava            | –   | 11  | 10  | 9   | 10  | –   | 7      |
| 27   | Jan Magnussen                                            | #20 High Class Racing         | 9   | 9   | 9   | –   | –   | –   | 7      |
| 28   | Matej Konôpka                                            | #44 ARC Bratislava            | –   | –   | 10  | 9   | –   | –   | 5      |
| 29   | Tom Jackson                                              | #44 ARC Bratislava            | NU  | 11  | –   | –   | –   | –   | 1      |
| 30   | Kush Maini                                               | #44 ARC Bratislava            | –   | –   | –   | –   | 10  | –   | 1      |
| 31   | Olli Caldwell Nelson Panciatici                          | #44 ARC Bratislava            | –   | –   | –   | –   | –   | 11  | 1      |
| 32   | Darren Burke                                             | #44 ARC Bratislava            | NU  | –   | –   | –   | –   | –   | 0      |
| Poz. | Kierowca                                                 | Zespół                        | SPA | POR | MNZ | LMS | BHR | BHR | Punkty |

#### Trofeum endurance dla zespołów LMP2
| Poz. | Zespół                        | SPA | POR | MNZ | LMS | BHR | BHR | Punkty |
| ---- | ----------------------------- | --- | --- | --- | --- | --- | --- | ------ |
| 1    | #31 Team WRT                  | 10  | 4   | 2   | 1   | 1   | 1   | 151    |
| 2    | #28 Jota                      | 3   | 2   | 5   | 2   | 2   | 3   | 131    |
| 3    | #38 Jota                      | 2   | 1   | NU  | 4   | 3   | 2   | 123    |
| 4    | #22 United Autosports USA     | 1   | 3   | 1   | 10  | 4   | 4   | 107    |
| 5    | #34 Inter Europol Competition | 5   | 5   | 4   | 3   | 9   | 5   | 84     |
| 6    | #29 Racing Team Nederland     | 4   | 10  | 3   | 6   | 5   | 6   | 67     |
| 7    | #70 Realteam Racing           | 6   | 7   | 7   | 7   | 7   | 7   | 50     |
| 8    | #21 DragonSpeed USA           | 7   | 8   | 6   | 5   | 11  | 10  | 42.5   |
| 9    | #1 Richard Mille Racing Team  | 8   | 6   | 8   | NU  | 6   | 9   | 31     |
| 10   | #20 High Class Racing         | 9   | 9   | 9   | 8   | 8   | 8   | 25     |
| 11   | #44 ARC Bratislava            | NU  | 11  | 10  | 9   | 10  | 11  | 8      |
| Poz. | Zespół                        | SPA | POR | MNZ | LMS | BHR | BHR | Punkty |

#### Trofeum endurance dla kierowców LMP2 Pro-Am
| Poz. | Kierowca                                    | Zespół                    | SPA | POR | MNZ | LMS | BHR | BHR | Punkty |
| ---- | ------------------------------------------- | ------------------------- | --- | --- | --- | --- | --- | --- | ------ |
| 1    | Frits van Eerd                              | #29 Racing Team Nederland | 1   | 4   | 1   | 2   | 1   | 1   | 167    |
| 2    | Esteban Garcia Norman Nato                  | #70 Realteam Racing       | 2   | 1   | 3   | 3   | 2   | 2   | 146    |
| 3    | Giedo van der Garde Job van Uitert          | #29 Racing Team Nederland | 1   | 4   | WYC | 2   | 1   | 1   | 142    |
| 4    | Henrik Hedman Juan Pablo Montoya Ben Hanley | #21 DragonSpeed USA       | 3   | 2   | 2   | 1   | 5   | 4   | 138    |
| 5    | Dennis Andersen                             | #20 High Class Racing     | 4   | 3   | 4   | 4   | 3   | 3   | 109    |
| 6    | Loïc Duval                                  | #70 Realteam Racing       | 2   | –   | 3   | 3   | 2   | 2   | 108    |
| 7    | Anders Fjordbach                            | #20 High Class Racing     | 4   | 3   | 4   | –   | 3   | 3   | 85     |
| 8    | Miroslav Konôpka                            | #44 ARC Bratislava        | NU  | 5   | 5   | 5   | 4   | 5   | 72     |
| 9    | Oliver Webb                                 | #44 ARC Bratislava        | –   | 5   | 5   | 5   | 4   | –   | 57     |
| 10   | Jan Magnussen                               | #20 High Class Racing     | 4   | 3   | 4   | –   | –   | –   | 47     |
| 11   | Mathias Beche                               | #70 Realteam Racing       | –   | 1   | –   | –   | –   | –   | 38     |
| 12   | Robert Kubica                               | #20 High Class Racing     | –   | –   | –   | –   | 3   | 3   | 38     |
| 13   | Matej Konôpka                               | #44 ARC Bratislava        | –   | –   | 5   | 5   | –   | –   | 30     |
| 14   | Nyck de Vries Paul-Loup Chatin              | #29 Racing Team Nederland | –   | –   | 1   | –   | –   | –   | 25     |
| 15   | Marco Sørensen Ricky Taylor                 | #20 High Class Racing     | –   | –   | –   | 4   | –   | –   | 24     |
| 16   | Tom Jackson                                 | #44 ARC Bratislava        | NU  | 5   | –   | –   | –   | –   | 15     |
| 17   | Olli Caldwell Nelson Panciatici             | #44 ARC Bratislava        | –   | –   | –   | –   | –   | 5   | 15     |
| 18   | Kush Maini                                  | #44 ARC Bratislava        | –   | –   | –   | –   | 4   | –   | 12     |
| 19   | Darren Burke                                | #44 ARC Bratislava        | NU  | –   | –   | –   | –   | –   | 0      |
| Poz. | Kierowca                                    | Zespół                    | SPA | POR | MNZ | LMS | BHR | BHR | Punkty |

#### Trofeum endurance dla zespołów LMP2 Pro-Am
| Poz. | Zespół                    | SPA | POR | MNZ | LMS | BHR | BHR | Punkty |
| ---- | ------------------------- | --- | --- | --- | --- | --- | --- | ------ |
| 1    | #29 Racing Team Nederland | 1   | 4   | 1   | 2   | 1   | 1   | 167    |
| 2    | #70 Realteam Racing       | 2   | 1   | 3   | 3   | 2   | 2   | 146    |
| 3    | #21 DragonSpeed USA       | 3   | 2   | 2   | 1   | 5   | 4   | 138    |
| 4    | #20 High Class Racing     | 4   | 3   | 4   | 4   | 3   | 3   | 109    |
| 5    | #44 ARC Bratislava        | NU  | 5   | 5   | 5   | 4   | 5   | 72     |

### LMGTE Am

#### Trofeum endurance dla kierowców GTE Am
| Poz.            | Kierowca                                                | Zespół                    | SPA | POR | MNZ | LMS | BHR | BHR | Punkty |
| --------------- | ------------------------------------------------------- | ------------------------- | --- | --- | --- | --- | --- | --- | ------ |
| 1               | Nicklas Nielsen François Perrodo Alessio Rovera         | #83 AF Corse              | 1   | 10  | 1   | 1   | 5   | 1   | 150    |
| 2               | Felipe Fraga Ben Keating Dylan Pereira                  | #33 TF Sport              | 2   | 7   | 12  | 2   | 1   | NS  | 90.5   |
| 3               | Matt Campbell Jaxon Evans Christian Ried                | #77 Dempsey-Proton Racing | NS  | NS  | 5   | 4   | 2   | 2   | 79     |
| 4               | Matteo Cairoli Riccardo Pera Egidio Perfetti            | #56 Team Project 1        | NW  | 2   | 4   | NU  | 3   | 3   | 78     |
| 5               | Antonio Fuoco Roberto Lacorte Giorgio Sernagiotto       | #47 Cetilar Racing        | 3   | 1   | 10  | NU  | 9   | 4   | 75     |
| 6               | Francesco Castellacci Giancarlo Fisichella Thomas Flohr | #54 AF Corse              | 4   | 3   | 7   | 7   | 7   | 6   | 71     |
| 7               | Claudio Schiavoni                                       | #60 Iron Lynx             | 9   | 5   | NU  | 3   | –   | 5   | 62     |
| 8               | Marcos Gomes Paul Dalla Lana                            | #98 Aston Martin Racing   | 6   | 4   | 2   | NU  | 4   | 10  | 58     |
| 8               | Augusto Farfus                                          | #98 Aston Martin Racing   | 6   | 4   | 2   | –   | 4   | 10  | 58     |
| 9               | Tomonobu Fujii Satoshi Hoshino Andrew Watson            | #777 D'station Racing     | 7   | NS  | 3   | 5   | 10  | 7   | 51     |
| 10              | Rahel Frey                                              | #85 Iron Lynx             | 8   | 6   | 8   | 6   | 8   | 8   | 46     |
| 11              | Matteo Cressoni Andrea Piccini                          | #60 Iron Lynx             | 9   | 5   | NU  | –   | 11  | 5   | 33.5   |
| 12              | Michelle Gatting                                        | #85 Iron Lynx             | –   | 6   | 8   | 6   | –   | –   | 32     |
| 13              | Raffaele Giammaria Paolo Ruberti                        | #60 Iron Lynx             | –   | –   | –   | 3   | –   | –   | 30     |
| 14              | Sarah Bovy                                              | #85 Iron Lynx             | –   | –   | 8   | 6   | 8   | 8   | 30     |
| 15              | Ben Barker Tom Gamble Michael Wainwright                | #86 GR Racing             | NU  | 8   | 8   | 9   | 6   | 9   | 23     |
| 16              | Marco Seefried                                          | #88 Dempsey-Proton Racing | 5   | 9   | 6   | –   | –   | –   | 21     |
| 17              | Andrew Haryanto Alessio Picariello                      | #88 Dempsey-Proton Racing | 5   | –   | 6   | –   | –   | –   | 18     |
| 18              | Manuela Gostner                                         | #85 Iron Lynx             | 8   | 6   | –   | –   | –   | –   | 16     |
| 19              | Katherine Legge                                         | #85 Iron Lynx             | 8   | –   | –   | –   | 8   | 8   | 14     |
| 20              | Julien Andlauer                                         | #88 Dempsey-Proton Racing | –   | 9   | –   | 8   | 12  | NS  | 12.5   |
| 21              | Dominique Bastien                                       | #88 Dempsey-Proton Racing | –   | 9   | –   | 8   | –   | –   | 12     |
| 22              | Lance Arnold                                            | #88 Dempsey-Proton Racing | –   | –   | –   | 8   | –   | –   | 9      |
| 23              | Rino Mastronardi                                        | #60 Iron Lynx             | –   | –   | –   | –   | 11  | –   | 1.5    |
| 24              | Anders Buchardt Dennis Olsen                            | #46 Team Project 1        | WYC | –   | 11  | NU  | –   | –   | 0.5    |
| 25              | Chalid al-Kubajsi Adrien De Leener                      | #88 Dempsey-Proton Racing | –   | –   | –   | –   | 12  | NS  | 0.5    |
|                 | Robby Foley                                             | #46 Team Project 1        | –   | –   | –   | NU  | –   | –   | 0      |
| Nicki Thiim     | #98 Aston Martin Racing                                 | –                         | –   | –   | NU  | –   | –   |     | 0      |
| Axcil Jefferies | #46 Team Project 1                                      | WYC                       | –   | –   | –   | –   | –   |     | 0      |
| Axcil Jefferies | #88 Dempsey-Proton Racing                               | –                         | –   | –   | –   | –   | NS  |     | 0      |
| Poz.            | Kierowca                                                | Zespół                    | SPA | POR | MNZ | LMS | BHR | BHR | Punkty |

#### Trofeum endurance dla zespołów GTE Am
| Poz. | Zespół                    | SPA | POR | MNZ | LMS | BHR | BHR | Punkty |
| ---- | ------------------------- | --- | --- | --- | --- | --- | --- | ------ |
| 1    | #83 AF Corse              | 1   | 10  | 1   | 1   | 5   | 1   | 150    |
| 2    | #33 TF Sport              | 2   | 7   | 12  | 2   | 1   | NS  | 90.5   |
| 3    | #77 Dempsey-Proton Racing | NS  | NS  | 5   | 4   | 2   | 2   | 79     |
| 4    | #56 Team Project 1        | NW  | 2   | 4   | NU  | 3   | 3   | 78     |
| 5    | #47 Cetilar Racing        | 3   | 1   | 10  | NU  | 9   | 4   | 75     |
| 6    | #54 AF Corse              | 4   | 3   | 7   | 7   | 7   | 6   | 71     |
| 7    | #60 Iron Lynx             | 9   | 5   | NU  | 3   | 11  | 5   | 63.5   |
| 8    | #98 Aston Martin Racing   | 6   | 4   | 2   | NU  | 4   | 10  | 58     |
| 9    | #777 D'station Racing     | 7   | NS  | 3   | 5   | 10  | 7   | 51     |
| 10   | #85 Iron Lynx             | 8   | 6   | 8   | 6   | 8   | 8   | 46     |
| 11   | #88 Dempsey-Proton Racing | 5   | 9   | 6   | 8   | 12  | NS  | 30.5   |
| 12   | #86 GR Racing             | NU  | 8   | 9   | 9   | 6   | 9   | 21     |
| 13   | #46 Team Project 1        | WYC | –   | 11  | NU  | –   | –   | 0.5    |
| Poz. | Zespół                    | SPA | POR | MNZ | LMS | BHR | BHR | Punkty |